# 남강로
남강로(Namgang-do)은 대한민국의 경상남도 진주시 판문동에서 시작하여, 경상남도 의령군 의령읍을 거쳐 연결하는 도로이다.

## 노선 경로
| 이름                           | 접속 노선                                 | 소재지 | 소재지 | 비고 |
| ------------------------------ | ----------------------------------------- | ------ | ------ | ---- |
| 진양호입구교차로               | 남강로1번길 진양호로                      | 진주시 | 판문동 |      |
| 진양호입구교차로               | 남강로1번길 진양호로                      | 진주시 | 판문동 |      |
| 희망교교차로                   | 국도 제2호선 (순환로)                     | 진주시 | 판문동 |      |
| 천수교교차로                   | 천수로                                    | 진주시 | 신안동 |      |
| 공북문교차로                   | 진주성로                                  | 진주시 | 성북동 |      |
| 진주성삼거리                   | 남강로651번길                             | 진주시 | 성북동 |      |
| 진주교사거리                   | 진주대로                                  | 진주시 | 중앙동 |      |
| 시외버스터미널교차로           | 장대로                                    | 진주시 | 중앙동 |      |
| (이름없음)                     | 진양호로                                  | 진주시 | 중앙동 |      |
| 모덕로입구교차로               | 모덕로                                    | 진주시 | 상대동 |      |
| 진양교사거리 (남강로3지하차도) | 진주시도 제14호선 (동진로)                | 진주시 | 상대동 |      |
| 남강3로사거리                  | 공단로                                    | 진주시 | 상평동 |      |
| 남강3로삼거리                  | 큰돌로                                    | 진주시 | 상평동 |      |
| 상평교차로                     | 대신로                                    | 진주시 | 상평동 |      |
| 남강교교차로                   | 동진로                                    | 진주시 | 상대동 |      |
| 남강교사거리                   | 남강로1367번길                            | 진주시 | 상대동 |      |
| 금산교사거리                   | 지방도 제1009호선 (월아산로)              | 진주시 | 초장동 |      |
| 장흥교                         |                                           | 진주시 | 집현면 |      |
| 죽산삼거리                     | 신당길                                    | 진주시 | 집현면 |      |
| 덕오교                         |                                           | 진주시 | 집현면 |      |
| 평촌삼거리                     | 불너머길                                  | 진주시 | 집현면 |      |
| 덕오삼거리                     | 향양로                                    | 진주시 | 집현면 |      |
| 월야교                         |                                           | 진주시 | 대곡면 |      |
| 단목삼거리                     | 지방도 제1007호선 (오방로)                | 진주시 | 대곡면 |      |
| 유곡삼거리                     | 지방도 제1007호선 (남강로2438번길) 유곡로 | 진주시 | 대곡면 |      |
| 광석교                         |                                           | 진주시 | 대곡면 |      |
| 광석사거리                     | 지방도 제1013호선 (진의로)                | 진주시 | 대곡면 |      |

## 주요 건물 및 시설
- 경해여자고등학교 - 경상남도 진주시 남강로 39
- 진주국토관리사무소 - 경상남도 진주시 남강로 50
- 선명여자고등학교 - 경상남도 진주시 남강로 51-25
- 진주성 북장대 - 경상남도 진주시 남강로 626
- 권응수장군유물-권응수초상 - 경상남도 진주시 남강로 626-35
- 진주시외버스터미널 - 경상남도 진주시 남강로 712
- 람덕정 - 경남 진주시 남강로 751-20